# На полях Фландрии
«На полях Фландрии», в других переводах «В полях Фландрии» (англ. In Flanders Fields) — известное стихотворение, написанное во время Первой мировой войны подполковником канадской армии военно-полевым хирургом Джоном Маккреем. Произведение создано 2 мая 1915 года, в тот день, когда Джон отправлял в последний путь своего друга и сослуживца лейтенанта Алексиса Хелмера, павшего во Второй битве при Ипре. Его похоронили посреди поля, усеянного цветами красного мака, недалеко от госпиталя, где работал Джон. Именно там, под впечатлением от пережитого, Маккрей и написал стихотворение. Хотя сослуживцы Джона и прониклись его творением, сам он поначалу не отнёсся к нему всерьёз. Первая публикация состоялась лишь 8 декабря 1915 года в лондонском журнале Punch.
В полях Фландрии — одно из популярнейших стихотворений о Первой мировой войне. Им восхищаются и часто цитируют. Из-за большой популярности его использовали и в других целях — таких, как пропаганда мобилизации или получение прибыли от продажи военных облигаций — видя знакомые строки, люди охотнее записывались на фронт или покупали ценные бумаги. Именно в данном стихотворении впервые упомянуты красные маки, ставшие символом жертв первой из мировых войн, а впоследствии и жертв всех военных конфликтов. В самой Канаде произведение — литературный памятник и важный элемент национального самосознания. Также оно почитается Содружеством наций. В США стихотворение связано с Днём ветеранов — одним из национальных праздников.

## История создания

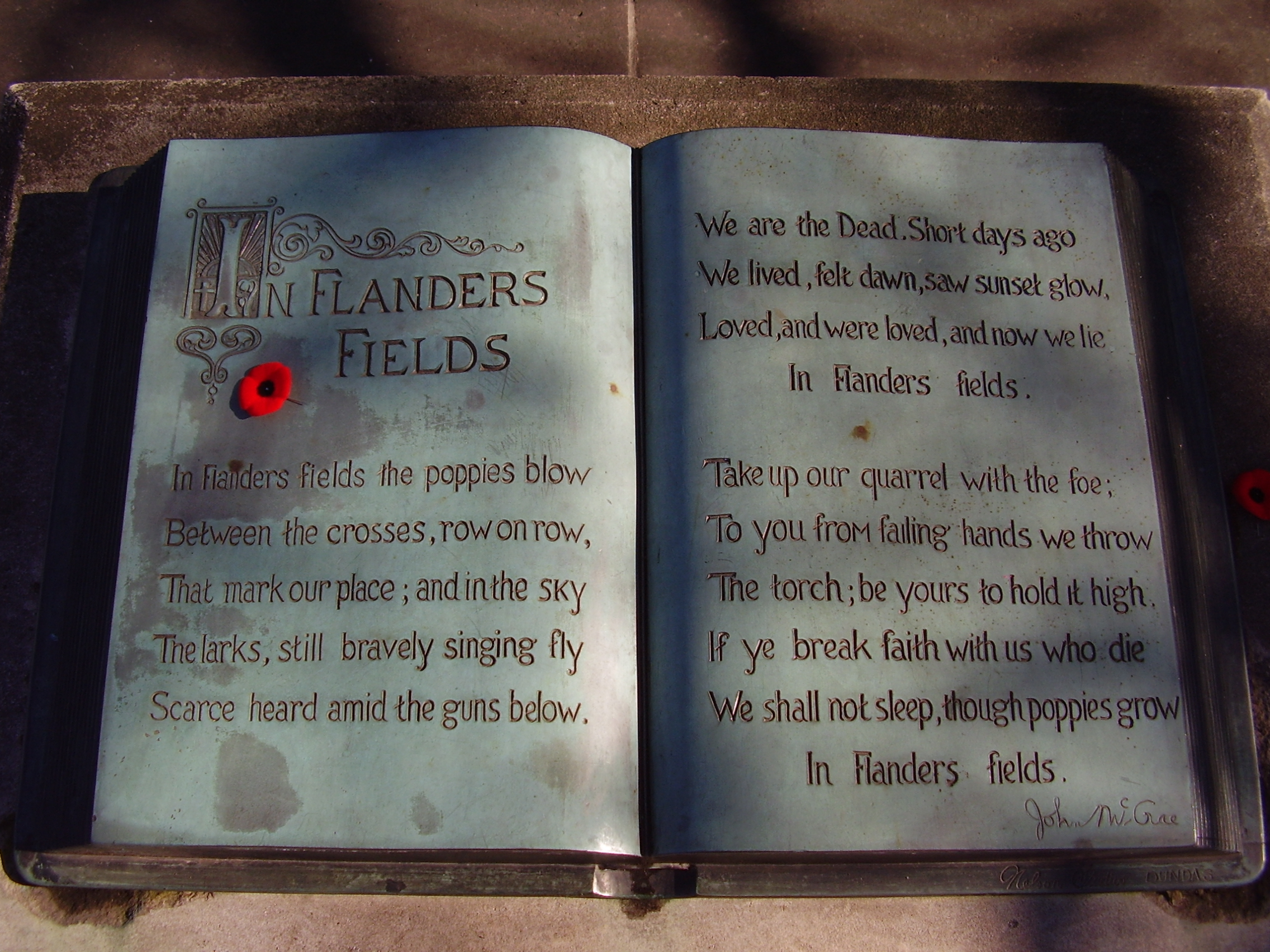
Бронзовая книга с выгравированным текстом произведения на родине автора — в Гуэлфе, Онтарио, Канада

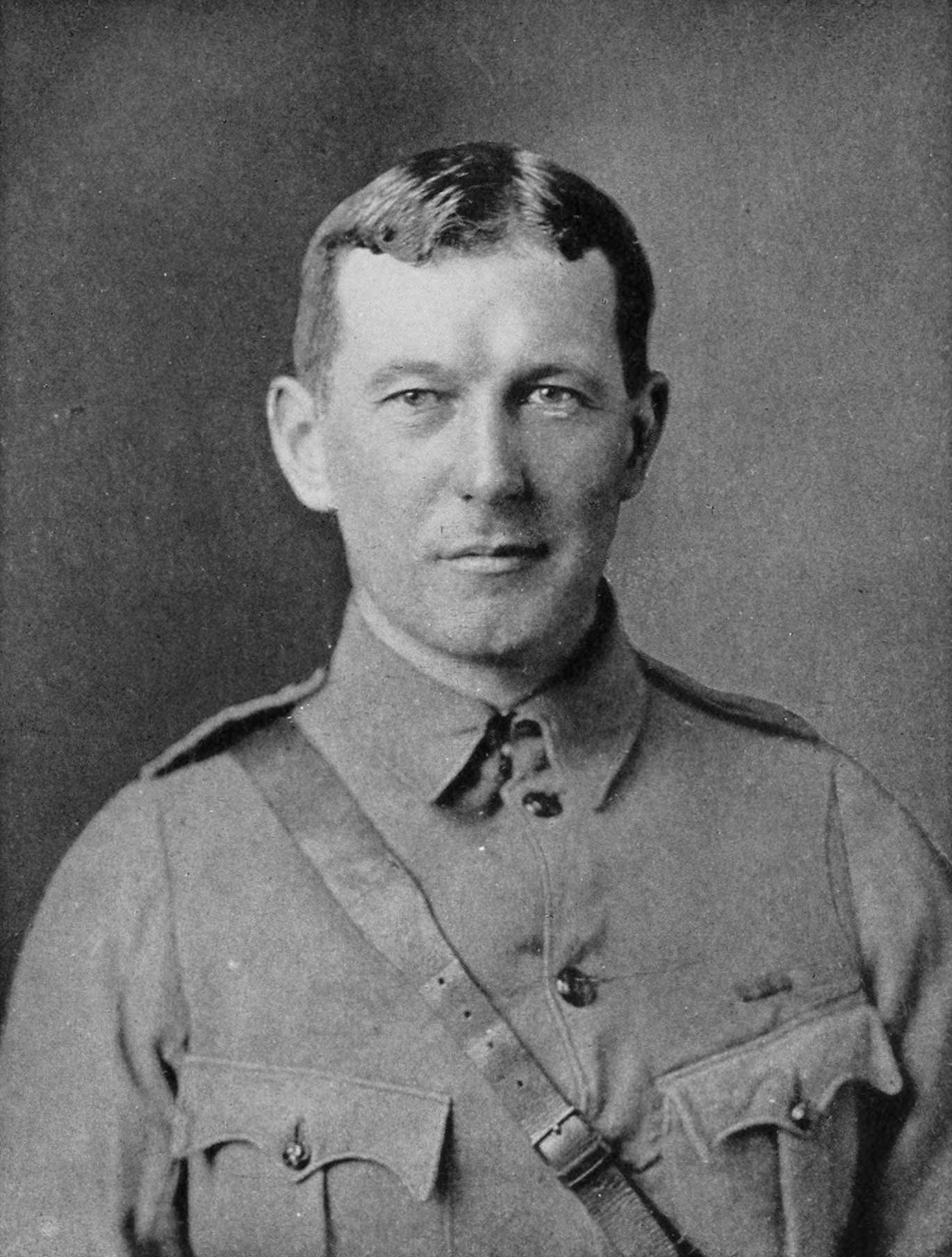
Подполковник Джон Маккрей — солдат, доктор и поэт

Поэт и доктор Джон Маккрей родился в Гуэлфе, городке в канадской провинции Онтарио. Ещё в юности он проявил интерес к поэзии и продолжал писать на протяжении всей жизни.
Ранние работы Джона публиковались в середине 1890-х годов в канадских газетах и журналах. В поэзии Маккрея прослеживалась тематика смерти и мира.
4 августа 1914 года Канада объявила войну Германии. В течение трёх недель в ряды вооружённых сил вступили 45 тысяч канадцев.
Маккрею был 41 год, когда он вступил в Канадский экспедиционный корпус, принимавший участие в боях на Западном фронте. Выслуга лет и профессионализм позволяли ему занять место в медицинском корпусе, но вместо этого он добровольно присоединился к боевому отряду в качестве наводчика и военного хирурга. Это было второе участие Джона в военном конфликте. Ранее он принимал участие во Второй англо-бурской войне, также в качестве добровольца. Сам Маккрей считал себя в первую очередь солдатом. Его отец был военачальником в Гуэлфе, поэтому Джон был воспитан с чувством долга сражаться за свою родину и Британскую империю.
Маккрей принимал участие во второй битве при Ипре во Фландрии, где немецкая армия впервые использовала химическое оружие, распылив тысячи баллонов ядовитого газа. Канадские позиции были атакованы с помощью хлора 22 апреля 1915 года, но бойцы на протяжении двух недель держали оборону на своих позициях. Джон в письме своей матери описал эти бои так:

Семнадцать дней и семнадцать ночей никто из нас не снимал одежд, даже ботинок, лишь изредка. Не проходило и минуты, как раздавались новые залпы изо всех орудий… И в дополнение к этому сотни убитых и раненых, искалеченных и замученных. Меня охватывало страшное беспокойство, а наше поражение казалось неминуемым.
Лейтенант Алексис Хелмер, близкий друг Джона, бывший студент из Оттавы, погиб 2 мая в ходе оборонительных боёв. Маккрей похоронил его сам, посреди поля, усеянного цветами красного мака, недалеко от полевого госпиталя. Джон сам сколотил крест для могилы и прочитал молитву. Переполненный чувствами, на следующий день он написал стихотворение «На полях Фландрии…» (англ. In Flanders Fields).

## Исторический фон

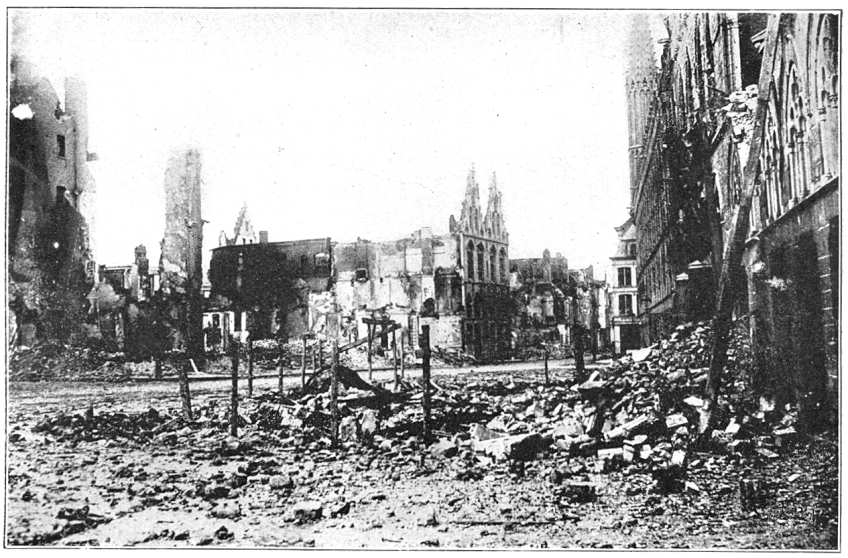
Руины после боёв

Первая мировая война — один из самых кровопролитных конфликтов в истории человечества. Она радикально отличалась от войн прежних эпох. Началась она после Июльского кризиса, 28 июля 1914 года, когда Австро-Венгерская империя атаковала Сербию. Союзные обязательства быстро разделили европейские государства на два блока, и они объявили друг другу войну. Следующие пять лет солдаты враждующих империй будут сражаться на фронтах всего мира и погибать в битвах миллионами. Не обойдётся и без потерь среди мирных жителей.
Вторая битва при Ипре является одной из значимых вех Первой мировой войны. Здесь было широко задействовано химическое оружие, что стало одной из предпосылок успешного немецкого наступления. Войска Германской империи, а именно 7 дивизий сухопутных войск, возглавил герцог и генерал-фельдмаршал империи Альбрехт Вюртембергский. Им противостояли бельгийские, английские и французские войска. Для успешной атаки ещё с марта были заготовлены тысячи баллонов с хлором — едким газом, от паров которого человек мгновенно задыхается, — в совокупности более 180 тонн хлора. 22 апреля 1915 года атака была нанесена по стыку 2-й английской армии и 20-го французского корпуса. Из-за сильного ветра часть немецких солдат также попала под облака газа, но, так как они носили защитные марлевые повязки, всё обошлось отравлениями разной степени тяжести.
Английские и французские же солдаты падали замертво, немецкие войска наступали и без боя брали позиции. Однако сил у Германии было мало, и пробиваться к Ипру было некому. Брешь была быстро залатана и дальнейшие удары немецких войск не приносили подобного успеха. Другие страны переняли опыт Германии и взяли химическое оружие себе на вооружение. С тех пор его использование стало обычным явлением.
Перемирие было подписано 11 ноября 1918 года. Жертвами Первой мировой войны стали, по приблизительным оценкам, около 22 млн человек. Война радикально изменила мировоззрение людей и дала начало росту пацифистского движения.

## Текст произведения

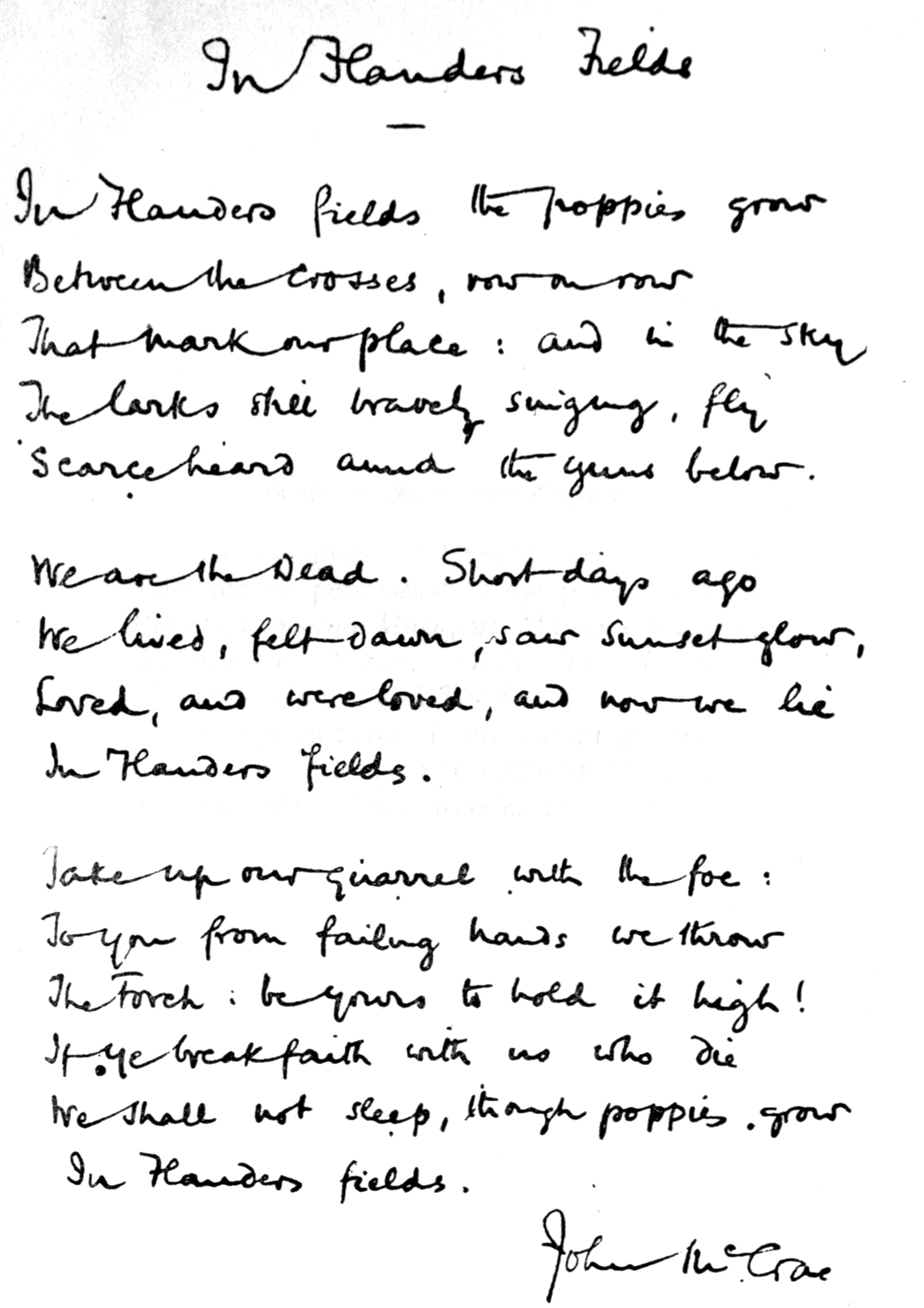
Рукописная копия из книги «В полях Фландрии и другие стихотворения». В отличие от многих печатных копий, в рукописи первая строка заканчивается словом «grow» (расти)

Оригинал дан согласно сборнику произведений поэта от 1919 года.
In Flanders fields the poppies blow

Between the crosses, row on row,

That mark our place; and in the sky

The larks, still bravely singing, fly

Scarce heard amid the guns below.

We are the Dead. Short days ago

We lived, felt dawn, saw sunset glow,

Loved and were loved, and now we lie

In Flanders fields.

Take up our quarrel with the foe:

To you from failing hands we throw

The torch; be yours to hold it high.

If ye break faith with us who die

We shall not sleep, though poppies grow

In Flanders fields.

На полях Фландрии колышутся маки

Среди крестов, стоящих за рядом ряд,

Отмечая место, где мы лежим. А в небе

Летают жаворонки, храбро щебеча,

Заглушаемые громом пушек на земле.

Мы Мёртвые. Не так давно

Мы жили, видели рассветы, горящие закаты,

Любили и были любимы, а теперь мы

Лежим на полях Фландрии.

Примите из наших рук

Факел борьбы с врагом,

Он ваш, держите его высоко.

Если вы уроните нашу веру, — тех, кто погиб,

Мы не сможем спать, хотя маки растут

На полях Фландрии.

В «Полях…», как и в более ранних произведениях Маккрея, прослеживается его заинтересованность тематикой смерти, борьбы за жизнь и мир. Стихотворение написано с точки зрения уже погибших и выглядит как их посыл к ещё живущим, завет не допустить их ошибок и помнить их жертву. Оно, как и большинство популярных произведений о Великой войне, возникло в её начале, до того, как романтика войны превратилась в горе и разочарование. Это была первая подобная война. Раньше бывали красивые сражения, героические битвы и сладкие победы; новая война принесла только горечь, смерть и разрушения, заставив людей изменить своё мировоззрение.

## Публикация

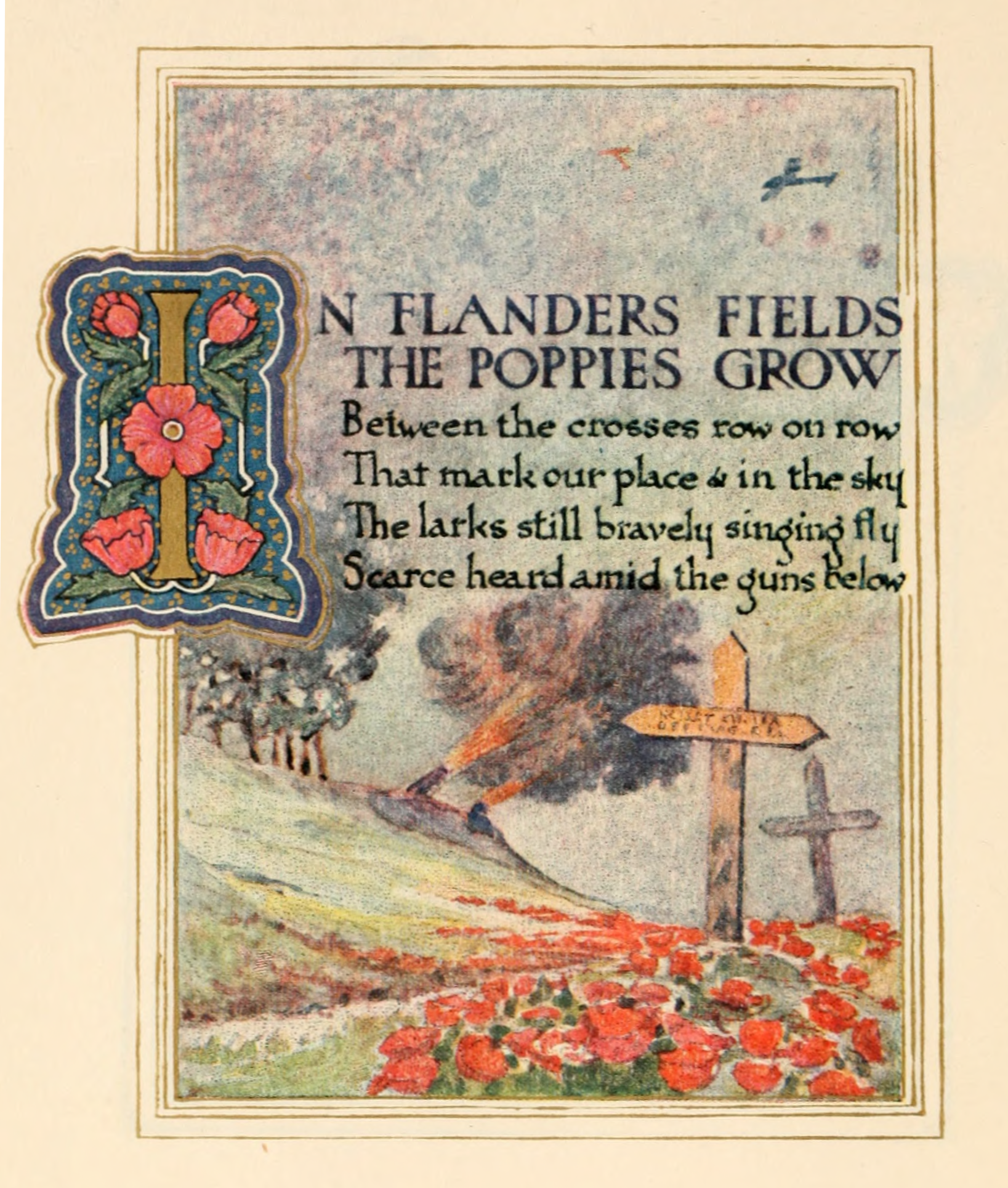
Иллюстрация Эрнеста Клегга. Строка заканчивается на «grow».

Сирил Аллинсон был сержант-майором в отряде Маккрея. Утром 3 мая он разносил почту и пришёл к Джону как раз в тот момент, когда тот работал над стихотворением. Сирил видел, как Джон кропотливо старается и безмолвно наблюдает за могилой своего друга. Позже Аллинсон так напишет об этом:
Его лицо выглядело очень усталым, но спокойным, когда он писал. Время от времени он смотрел вокруг, и часто его глаза останавливались на могиле Хелмера.Сирил Аллинсон
Когда работа была завершена, Джон забрал свою почту и протянул почтальону планшет, где на листе бумаги был записан текст. Прочитав стихотворение, Сирил проникся чувствами Маккрея. Позже он даст такую характеристику:
Стихотворение было очень точным описанием того, что мы видели перед собой. Он использовал слово «blow» в первой строчке, потому что маки действительно колыхались в это утро под дуновением легкого восточного ветерка. В тот момент я не мог бы и подумать, что это стихотворение может быть напечатано. Оно просто показалось мне очень точным описанием картины вокруг.Сирил Аллинсон
Говорили, что сам Маккрей не был доволен своей работой и даже выбросил смятый лист. Кто восстановил произведение, неясно. Это могла быть девушка из подразделения, или Эдвард Моррисон, либо же Дж. М. Элдер. Согласно другой версии, это сделал сам сержант-майор Аллинсон. Маккрея убедили опубликовать стихотворение.
Другая версия гласит, что похороны Хелмера состоялись утром 2 мая и в течение 20 минут после них Джон писал стихотворение. По третьему утверждению, Маккрей создавал свой текст на работе, между прибытиями раненых солдат, нуждавшихся в его помощи. Согласно утверждению друга Маккрея Лоренса Косгрейва, Джон сочинял стихотворение 3 мая 1915 года, разместив клочок бумаги на его спине.
В течение следующих нескольких месяцев Джон дорабатывал стихотворение, прежде чем опубликовать его. Сначала он направил стихотворение в журнал «The Spectator» в Лондоне, однако там его не одобрили к публикации. Затем работа была отправлена в лондонский журнал Punch, где его опубликовали в выпуске от 8 декабря 1915 года. Первая публикация была анонимной, но в конце года при категоризации было внесено имя Маккрея.

## Популярность

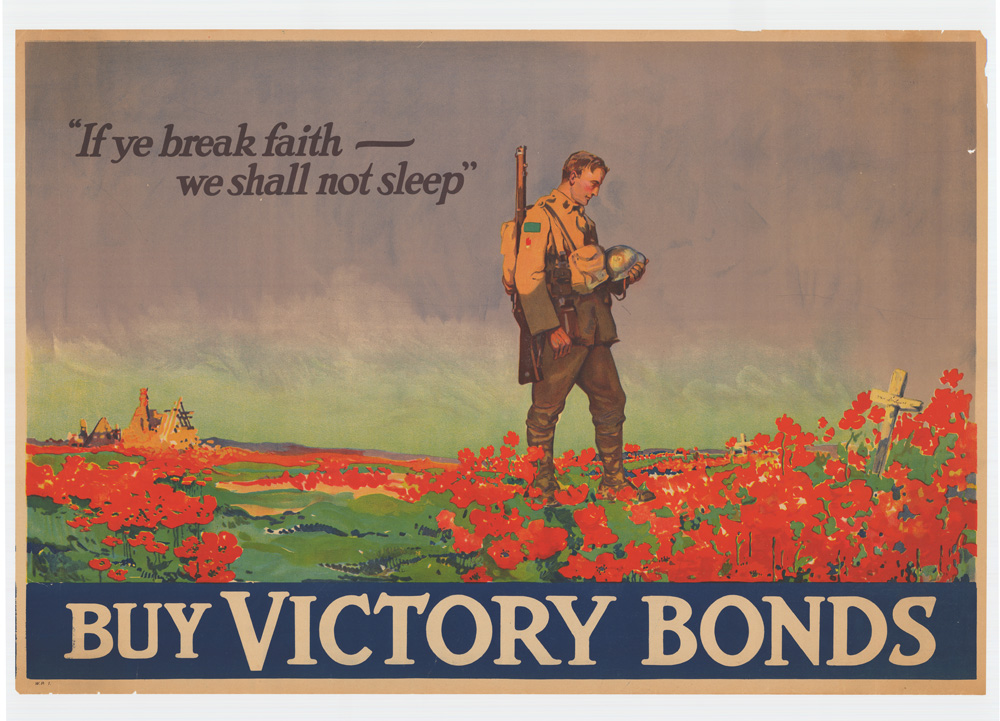
Использование стихотворения как пропаганды. Призыв покупать военные облигации.

По словам историка Пола Фасселла, «На полях Фландрии» было самым популярным стихотворением своей эпохи. МакКрей получил большое количество писем и телеграмм, где читатели благодарили его за великолепную работу. Стихотворение переиздавалось по всему миру и быстро стало ассоциироваться с жертвой солдат, павших в Первой мировой войне. Оно активно переводилось на все мировые языки, на что сам Маккрей с сарказмом заметил: «Не хватает только китайского перевода». Обращение в данном стихотворении было практически всеобщим. Солдаты восприняли его как утверждение долга перед погибшими, а люди в тылу видели в нём дело, за которое боролись их сыновья и дочери, мужья и братья.
Стихотворение часто использовали для пропаганды, особенно в канадской юнионистской партии во время федеральных выборов 1917 года, когда был в разгаре призывной кризис. Французские канадцы в Квебеке были категорически против введения воинской повинности, но английские канадцы проголосовали большинством за премьер-министра Роберта Бордена и юнионистское правительство. Стихотворение «В полях Фландрии» утверждало, что бойцы Доминиона своими силами сделали намного больше, чем все политики, принимающие решения. Маккрей, убеждённый сторонник империи и военных действий, был доволен эффектом, который принесло на выборах его стихотворение. В письме он заявил: «Я надеюсь, что сумел заколоть французского канадца в этом голосовании».
Стихотворение активно использовалось в Великобритании, чтобы мотивировать солдат на борьбу с Германией, а также в США, где его печатали повсеместно. Во время войны это было одно из самых цитируемых произведений. Оно использовалось для различных целей, таких как продажа военных облигаций, усиление мобилизации и получение выгоды. Американский композитор Чарльз Айвз использовал «На полях Фландрии» в качестве основы для одноимённой песни, вышедшей в 1917 году. Упомянутый выше Фасселл раскритиковал стихотворение в своей работе Великая война и современная память (1975). Там он отметил различие между пасторальным тоном первых девяти строк и «риторикой рекрутских плакатов» в третьей строфе. Историк назвал стихотворение «порочным» и «глупым». Окончательные же строки, по его мнению, «пропаганда против мирных переговоров».

## Наследие

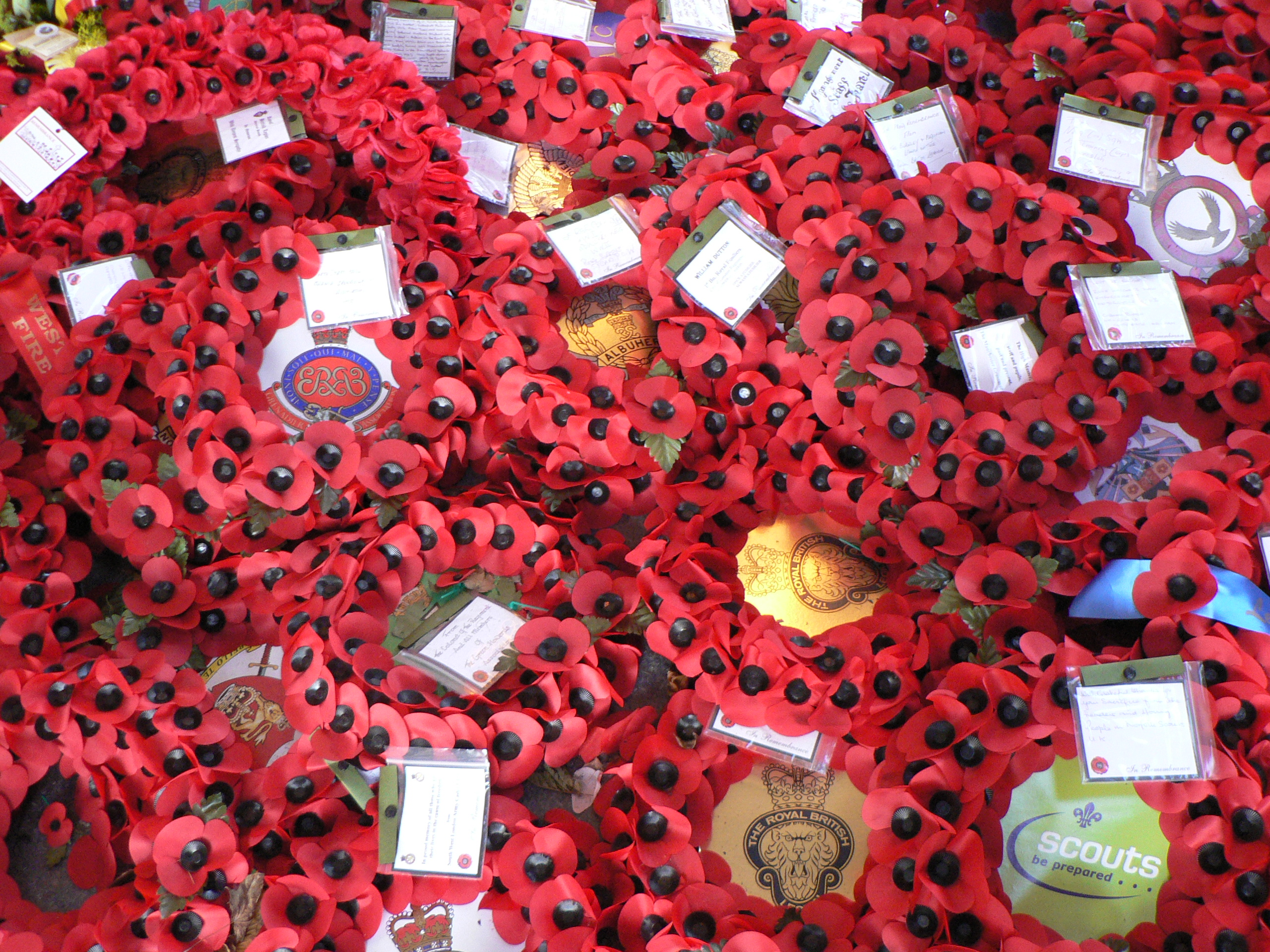
Красные маки у Мененских ворот в Ипре, Бельгия

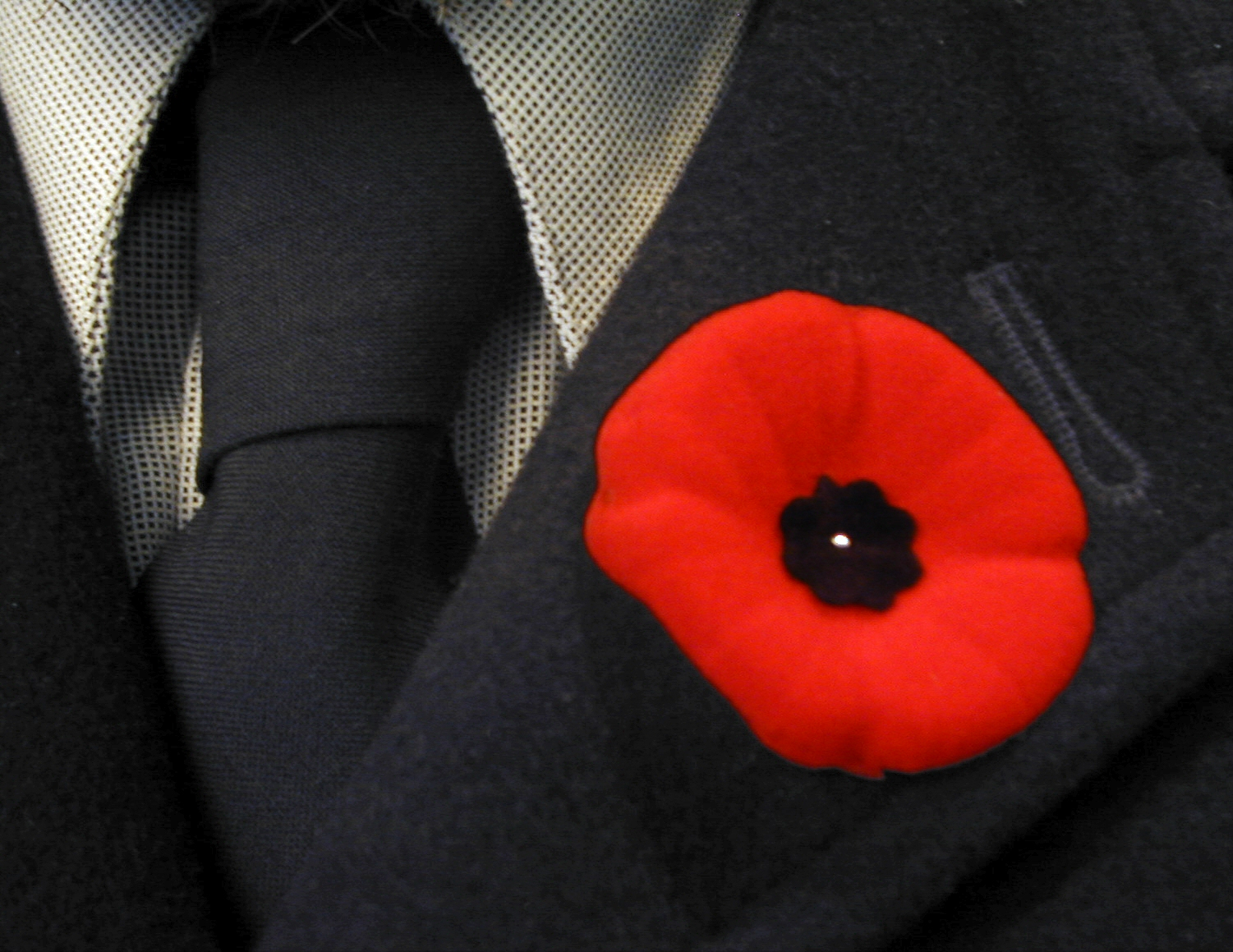
Пример ношения символа — на лацкане пиджака

После публикации стихотворения Маккрей был переведён в медицинский корпус и размещён в Булони, Франция. В июне 1915 года он был повышен до звания подполковника и поставлен во главе канадской больницы № 3. 13 января 1918 года Джон был повышен до звания полковника и стал консультировать врачей британских армий во Франции. В тот же день Маккрей заболел пневмонией, переросшей в менингит. 28 января 1918 года он умер в военном госпитале в Вимрё. Похоронен там же со всеми воинскими почестями. Сборник с его произведениями, включавший стихотворение «В полях Фландрии», был опубликован в следующем году.
«В полях Фландрии» стало культовым произведением в Канаде, ассоциирующимся с Днём памяти. Кроме того, это одно из самых известных стихотворений в среде английских канадцев. Была создана официальная французская адаптация под названием «Au champ d’honneur» за авторством Жана Парисью, которая используется в церемониях французских канадцев. В память о стихотворении Королевский монетный двор Канады в 2004 году выпустил монеты-квартеры с изображением красного мака — первые в истории нумизматики монеты с цветным оформлением. Слова «to you from failing hands we throw the torch, be yours to hold it high» (рус. Из слабеющих рук вам теперь отдаём / Факел, ваш он, держите его высоко) служат девизом для хоккейного клуба Montreal Canadiens с 1940 года.
Дом Джона Маккрея в Гвэлфе, Онтарио был преобразован в музей, посвящённый его жизни и участию в Первой мировой войне. В Ипре, Фландрия, был открыт музей «In Flanders Fields Museum», названный так в честь стихотворения и посвящённый Первой мировой войне. Расположен он на главной площади Ипра, в здании Палаты суконщиков.
Несмотря на подобную значимость, многие исследователи канадской литературы открыто игнорируют данное стихотворение. Иногда оно рассматривается в качестве анахронизма — красивая и героическая война прошлого стала кровавой мясорубкой и горем для всего мира. Нэнси Холмс, профессор Университета Британской Колумбии, высказала предположение, что патриотическая природа произведения и его использование в качестве инструмента для пропаганды привели к его рассмотрению в качестве национального символа или гимна, а не стихотворения.
В 1998 году на экраны вышел короткометражный французский фильм «В полях Фландрии». Режиссёр и сценарист Люк Мулле, оператор Лайонел ЛеГрос, композитор Патрис Мулле. В фильме снялись Илиана Лолич, Оливер Прессель и Фридерик Студени.
В апреле 2015 года Украинский институт национальной памяти и Посольство Канады на Украине огласили посвящённый Дню памяти и примирения конкурс на лучший перевод этого стихотворения на украинский язык.
В 2019 году шведская пауэр-метал группа Sabaton выпустила альбом The Great War, завершающая композиция которого основана на этом стихотворении.

### Красные маки
Красные маки и до Маккрея были символом, связанным с войной. Некий писатель времён Наполеоновских войн писал, как красные цветы мака выросли на могилах павших воинов. Из-за ущерба, нанесённого ландшафту Фландрии во время боёв Великой войны, в поверхностном слое почвы значительно увеличилось содержание извести, поэтому мак-самосейка стал одним из немногих растений, способных расти в регионе.
Вдохновлённая стихотворением «В полях Фландрии», американский профессор Моина Майкл по завершении войны поклялась всё время носить на груди цветок красного мака в знак солидарности с погибшими в Первой мировой войне. Также она написала ответное стихотворение под названием «Мы сохраним веру». Она раздавала шёлковые маки друзьям и знакомым и добивалась, чтобы красный мак был принят в качестве официального символа памяти Американского легиона. Француженка Э. Гуэрин, посетив США, приняла участие в конвенции 1920 года, где Легион поддержал предложение Майкл, после чего стала продавать красные маки во Франции, собирая деньги для детей-сирот — жертв Великой войны. В 1921 году Гуэрин отправила образец шёлкового мака торговцам Лондона перед Днём перемирия, чем привлекла внимание фельдмаршала Дугласа Хейга. Соучредитель Королевского британского легиона, Хейг поддержал её инициативу и помог в продвижении товара. В ноябре того же года красные маки стали носить в Канаде, а позже и во всей Британской империи. До настоящего времени перед Днём памяти красные маки носят в странах Содружества наций, в частности, в Великобритании, Канаде и Южной Африке, перед Днём ветеранов в Австралии и Новой Зеландии, а также просто неравнодушные люди.
Позже красные маки стали символом памяти не только жертв Первой мировой войны, но и Второй, а также других конфликтов. В настоящее время они используются по всему миру, имея везде общее значение.